# フィリップス・バルデス
フィリップス・シャリエ・バルデス（Phillips Chalier Valdéz, 1991年11月16日  - ）は、ドミニカ共和国サン・ペドロ・デ・マコリス州サンペドロ・デ・マコリス出身のプロ野球選手。右投右打。メキシカン・リーグのティフアナ・ブルズ所属。

## 経歴

### プロ入りとインディアンス傘下時代
2009年9月29日にアマチュア・フリーエージェントでクリーブランド・インディアンスと契約してプロ入り。傘下のルーキー級ドミニカン・サマーリーグ・インディアンスでプロデビューし、13試合に登板して2勝2敗、防御率3.66、12奪三振の成績を記録した。
2010年もルーキー級ドミニカン・サマーリーグで8試合に登板して防御率8.40、14奪三振の成績を記録した。オフの11月10日に自由契約となった。

### ナショナルズ傘下時代
2010年12月16日にタンパベイ・レイズとマイナー契約を結んだが、登板がないままシーズン途中の2011年5月1日に自由契約となった。この年はどの球団にも所属せず、ドミニカ共和国のカープアカデミーでトレーニングを続けた。
その後、2012年5月30日にワシントン・ナショナルズとマイナー契約を結んだ。この年は傘下のルーキー級ドミニカン・サマーリーグ・ナショナルズで14試合（先発5試合）に登板して2勝2敗、防御率5.40、32奪三振の成績を記録した。
2013年はルーキー級ガルフ・コーストリーグ・ナショナルズで14試合（先発3試合）に登板して3勝0敗、防御率1.95、27奪三振の成績を記録した。
2014年はA-級オーバーン・ダブルデイズで開幕を迎え、シーズン途中にA級ヘイガーズタウン・サンズに昇格。2チーム合計で26試合に登板して4勝0敗、防御率2.74、39奪三振の成績を記録した。
2015年はA級ヘイガーズタウンで開幕を迎え、シーズン途中にA+級ポトマック・ナショナルズに昇格。2チーム合計で30試合（先発18試合）に登板して8勝4敗、防御率2.81、80奪三振の成績を記録した。
2016年はA+級ポトマックで開幕を迎え、シーズン途中にAA級ハリスバーグ・セネターズに昇格。2チーム合計で27試合に先発登板して12勝7敗、防御率4.24、109奪三振の成績を記録した。
2017年はAA級ハリスバーグで開幕を迎え、シーズン途中にAAA級シラキュース・チーフスに昇格。2チーム合計で35試合（先発3試合）に登板して0勝5敗、防御率4.16、53奪三振の成績を記録した。
2018年もAA級ハリスバーグとAAA級シラキュースでプレーし、2チーム合計で31試合（先発19試合）に登板して6勝7敗、防御率2.73、104奪三振の成績を記録した。オフにFAとなった。

### レンジャーズ時代
2018年12月21日にテキサス・レンジャーズとマイナー契約を結んだ。
2019年は傘下のAAA級ナッシュビル・サウンズで開幕を迎え、6月8日にメジャー契約を結んでアクティブ・ロースター入り。同日のオークランド・アスレチックス戦でメジャーデビューを果たした。この年はメジャーで18試合に登板して防御率3.94、18奪三振を記録した。

### レッドソックス時代
2019年11月1日にウェイバー公示を経てシアトル・マリナーズへ移籍したが、その後2020年2月23日にウェイバー公示を経てボストン・レッドソックスへ移籍した。3月8日に傘下のAAA級ポータケット・レッドソックスに送られたが、その後開幕ロースター入りし、7月24日の開幕戦に登板した。8月25日のトロント・ブルージェイズ戦でメジャー初勝利を記録した。この年は24試合に登板して1勝1敗、防御率3.26、30奪三振を記録した。
2021年は28試合に登板して2勝0敗1セーブ、防御率5.85、35奪三振を記録した。
2022年7月26日にDFAとなった。

### マリナーズ時代
2022年7月29日にウェイバー公示を経てマリナーズへ移籍した。

## 人物
2017年7月10日にラスベガスで恋人のサマンサ・グロスと結婚した。
2019年のスプリングトレーニング中に、弟のマリオが心臓発作により18歳で死亡した。

## 詳細情報

### 年度別投手成績
| 年 度    | 球 団    | 登 板 | 先 発 | 完 投 | 完 封 | 無 四 球 | 勝 利 | 敗 戦 | セ 丨 ブ | ホ 丨 ル ド | 勝 率 | 打 者 | 投 球 回 | 被 安 打 | 被 本 塁 打 | 与 四 球 | 敬 遠 | 与 死 球 | 奪 三 振 | 暴 投 | ボ 丨 ク | 失 点 | 自 責 点 | 防 御 率 | W H I P |
| -------- | -------- | ----- | ----- | ----- | ----- | -------- | ----- | ----- | -------- | ----------- | ----- | ----- | -------- | -------- | ----------- | -------- | ----- | -------- | -------- | ----- | -------- | ----- | -------- | -------- | ------- |
| 2019     | TEX      | 11    | 0     | 0     | 0     | 0        | 0     | 0     | 0        | 0           | ----  | 75    | 16.0     | 17       | 3           | 9        | 0     | 2        | 18       | 1     | 0        | 7     | 7        | 3.94     | 1.63    |
| 2020     | BOS      | 24    | 0     | 0     | 0     | 0        | 1     | 1     | 0        | 5           | .500  | 137   | 30.1     | 33       | 3           | 16       | 0     | 3        | 30       | 0     | 0        | 16    | 11       | 3.26     | 1.62    |
| 2021     | BOS      | 28    | 0     | 0     | 0     | 0        | 2     | 0     | 1        | 2           | 1.000 | 177   | 40.0     | 35       | 4           | 19       | 1     | 7        | 35       | 5     | 0        | 29    | 26       | 5.85     | 1.35    |
| 2022     | BOS      | 13    | 0     | 0     | 0     | 0        | 0     | 1     | 0        | 0           | .000  | 72    | 16.1     | 12       | 0           | 7        | 0     | 6        | 13       | 1     | 1        | 11    | 8        | 4.41     | 1.16    |
| MLB：4年 | MLB：4年 | 76    | 0     | 0     | 0     | 0        | 3     | 2     | 1        | 7           | .600  | 461   | 86.1     | 97       | 10          | 51       | 1     | 18       | 96       | 7     | 1        | 63    | 52       | 4.56     | 1.44    |

- 2023年度シーズン終了時

### 年度別守備成績
| 年 度 | 球 団 | 投手（P） | 投手（P） | 投手（P） | 投手（P） | 投手（P） | 投手（P） |
| 年 度 | 球 団 | 試 合     | 刺 殺     | 補 殺     | 失 策     | 併 殺     | 守 備 率  |
| ----- | ----- | --------- | --------- | --------- | --------- | --------- | --------- |
| 2019  | TEX   | 11        | 1         | 0         | 0         | 0         | 1.000     |
| 2020  | BOS   | 24        | 0         | 6         | 1         | 1         | .857      |
| 2021  | BOS   | 28        | 5         | 6         | 0         | 1         | 1.000     |
| 2022  | BOS   | 13        | 1         | 2         | 0         | 0         | 1.000     |
| MLB   | MLB   | 76        | 7         | 14        | 1         | 2         | .955      |

- 2023年度シーズン終了時

### 背番号
- 67（2019年）
- 71（2020年 - 2022年）